# Vålerengens Idrettsforening

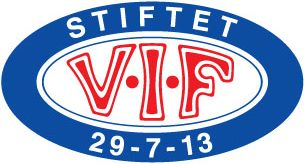
Logo des Vålerengens IF

Vålerengens Idrettsforening (Vålerengens IF, VIF) ist ein Mehrspartensportverein aus dem Stadtviertel Vålerenga im Stadtteil Gamle Oslo der norwegischen Hauptstadt Oslo. Der Verein wurde am 29. Juli 1913 gegründet. Aktueller Vorsitzender (2022/23) ist Dag Olavson.

## Aktive Abteilungen
Der Verein hat Abteilungen für Fußball, Eishockey, American Football, Handball, Basketball, Unihockey und Skisport. Die Profimannschaften im Fußball und Eishockey sind eigene Abteilungen.

### Erfolge
Die Fußballherrenmannschaft wurde fünf Mal norwegischer Meister und vier Mal norwegischer Pokalsieger. Ende der 1990er Jahre wurde eine Fußballfrauenmannschaft aufgestellt. Sie wurde 2020 norwegischer Meister. Die Eishockeyabteilung wurde 1947 gegründet. Sie ist 26-facher norwegischer Meister. Der damals vierfache norwegische American-Football-Meister Oslo Trolls trat 1993 dem VIF bei. Die Vålerenga Trolls wurden anschließend von 1993 bis 1998 fünf Mal in Folge Meister.

## Frühere Abteilungen
Früher bestanden Abteilungen für Leichtathletik, Bandy und Ringen. Die Frauen-Bandy-Mannschaft wurde 1984, 1986, 1987 und 1988 Landesmeister.